# Список экорегионов Танзании
Ниже приведен список экорегионов в Танзании, о чем свидетельствует Всемирный Фонд дикой природы (ВФП).

## Наземные экорегионы
по основным типам местообитаний

### Тропические и субтропические влажные широколистные леса
- Восточно-африканские горные леса
- Горные леса рифта Альбертин
- Леса Восточного рифта
- Прибрежные леса Северного Занзибара-Иньямбане
- Прибрежные леса Южного Занзибара-Иньямбане

### Тропические и субтропические луга, саванны и кустарники
- Восточные редколесья миомбо
- Вулканические луга Серенгети
- Заросли Итиги-Сумбу
- Прибрежные леса бассейна Виктории
- Северные чащи и кустарниковые заросли акации и коммифоры
- Центральные Замбезийские редколесья миомбо
- Южные чащи и кустарниковые заросли акации и коммифоры

### Затопляемые луга и саванны
- Восточно-африканские галофиты
- Затопленные луга Замбези

### Горные луга и кустарники
- Восточно-африканские горные вересковые пустоши
- Горные леса и луга Южного рифта

### Мангры
- Мангры Восточной Африки

## Пресноводные экорегионы
по биорегиону

### Великие Африканские озёра
- Ньяса
- Руква
- Танганьика
- Киву
- Эдуард
- Альберт
- Виктория

### Восточный и прибрежный
- Бассейны Восточного прибрежья
- Malagarasi-Moyowosi
- Пангани
- Юго-восточные перекаты

## Морские экорегионы
- Восточно-африканский коралловый берег